# Chiesa di Saint-Merri
La chiesa di San Mederico (in francese église Saint-Merri) è un luogo di culto di Parigi situata in Rue St-Martin 78, a pochi passi dal Centre Georges Pompidou, nel IV arrondissement e nell'omonimo quartiere. È sede degli omonimi parrocchia e centro pastorale.

## Storia
Secondo la tradizione, Mederico, abate dell'Abbazia di san Martino di Autun, negli ultimi anni del VII secolo si stabilì sulla riva destra della Senna e presso la cappella di Saint-Pierre-des-Bois visse da eremita gli ultimi anni della sua vita; dopo la sua morte, avvenuta il 29 agosto 700, fu sepolto nella cappella stessa. Nell'884, per volontà del vescovo di Parigi Gauzlin, San Mederico venne scelto come santo patrono della riva destra e i suoi resti furono riesumati.
Nel X secolo, venne costruita sul luogo della prima sepoltura una nuova chiesa, Saint-Pierre-Saint-Merri, che nell'XI secolo venne eretta parrocchia, con un proprio capitolo di canonici. Ampliata nel XII e nel XIII secolo, a causa dello sviluppo demografico della zona venne, alla fine del XV secolo, demolita per far spazio ad una nuova chiesa.
Questa fu costruita a partire dal 1515: la cripta, la navata centrale e le navate laterali furono ultimate nel 1520; tra il 1526 e il 1530 furono costruiti la crociera e il transetto; l'abside e il deambulatorio, invece, furono terminati nel 1552. La costruzione si concluse solo nel 1612, con l'ultimazione della torre campanaria.
Nel corso del XVIII secolo la chiesa ha subito pesanti trasformazioni: nel 1706 venne demolito il jubé cinquecentesco, e nel 1759, su progetto dei fratelli Slodtz, l'abside venne restaurata con l'aggiunta di decorazioni in stile barocco sulle pareti e sui pilastri del deambulatorio, con la costruzione del nuovo altare maggiore e con il rifacimento del pavimento della chiesa
Nel 1793, durante la Rivoluzione francese, venne chiusa ed adibita a fabbrica di salnitro, mentre tra il 1797 e il 1801 fu luogo di culto dei teofilantropici con il nome di Temple du Commerce; nel 1803 fu riaperta al culto cattolico. Il 5 giugno 1832 vi furono celebrati i funerali di Jean Maximilien Lamarque.
Tra i parrocchiani illustri vi sono stati Giovanni Boccaccio ed Edmondo Rich, in seguito arcivescovo di Canterbury. È stato parroco di San Mederico Jean Beaupere, uno di giudici di Giovanna d'Arco.
Dal 1862, la chiesa di San Mederico è monumento storico di Francia.

## Descrizione

### Architettura

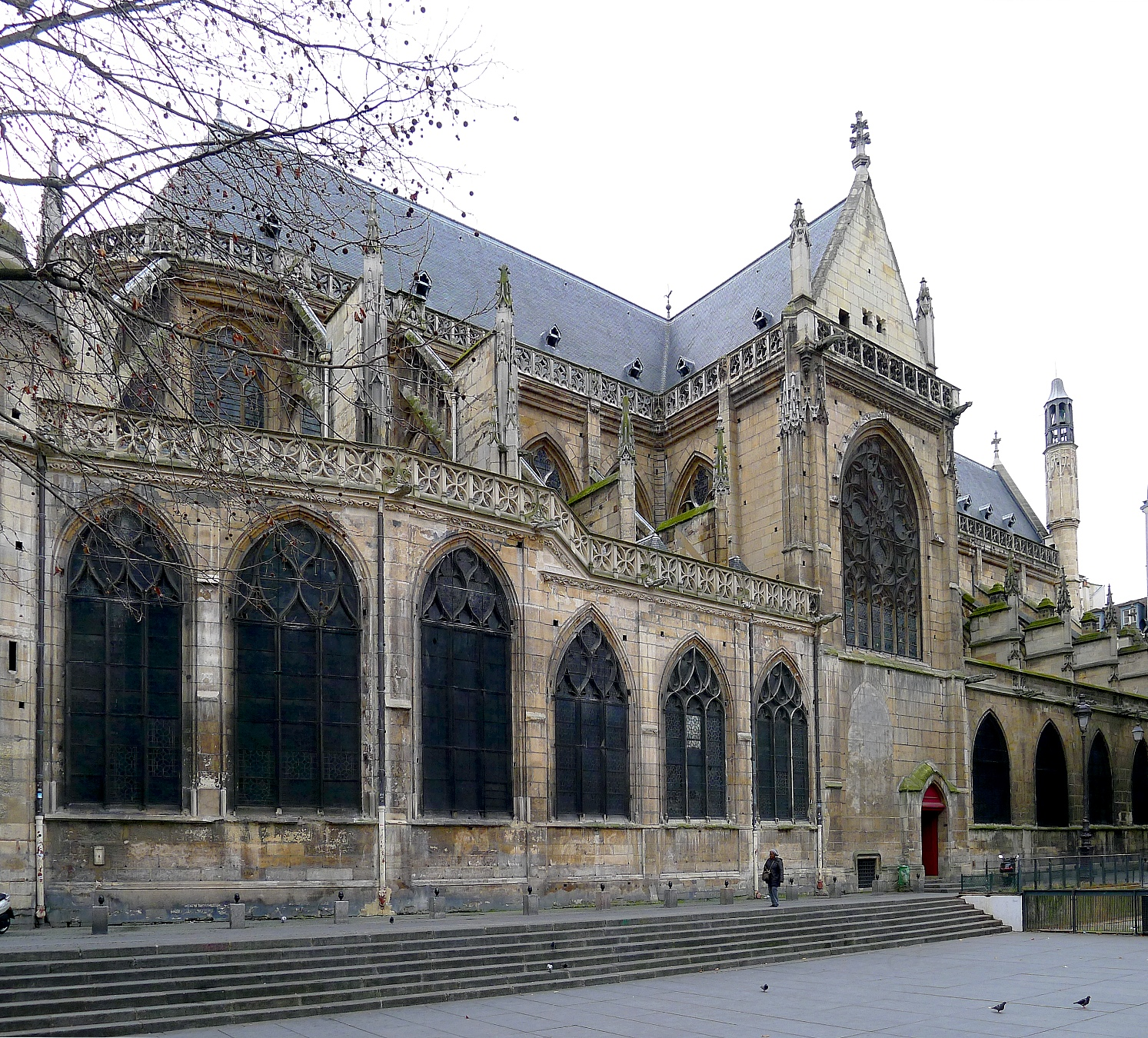
Esterno del fianco sinistro

Nonostante sia stata costruita a partire dal 1515, la chiesa di San Mederico si presenta in un omogeneo stile gotico, privo di elementi in stile rinascimentali; tuttavia sono alquanto evidenti le aggiunte barocche del XVIII secolo. Nella costruzione, è stata presa come modello la cattedrale di Notre-Dame e, anche per la presenza di un proprio capitolo dei canonici dipendente da quello metropolitano, era chiamata la piccola Notre-Dame (in francese: Notre-Dame la petite).

### Esterno
La facciata della chiesa, orientata verso ovest, è a salienti. La fascia inferiore del prospetto è decorata con motivi architettonici costituiti da archi ogivali ciechi appena accennati; in corrispondenza di ciascuna delle tre navate centrali interne si apre un portale con strombatura; tra i portali, entro nicchie, vi sono le statue degli Apostoli, realizzate nel XIX secolo da Louis Desprez e Joseph Brun. Ai lati del portale, si elevano due guglie appoggiate alla parete, che percorrono la facciata in quasi tutta la sua altezza. Nella fascia superiore, invece, in corrispondenza della navata centrale, vi è un grande finestrone ogivale, sormontato dalla cuspide che corona la facciata, con al centro il quadrante di un orologio. In corrispondenza della navata di destra si trova la torre campanaria, più bassa della cuspide, con la cella campanaria che si apre sull'esterno con una bifora per lato. Nella particolare torretta ottagonale alla sinistra della facciata, è custodita la più antica campana di Parigi, del 1331.

### Interno

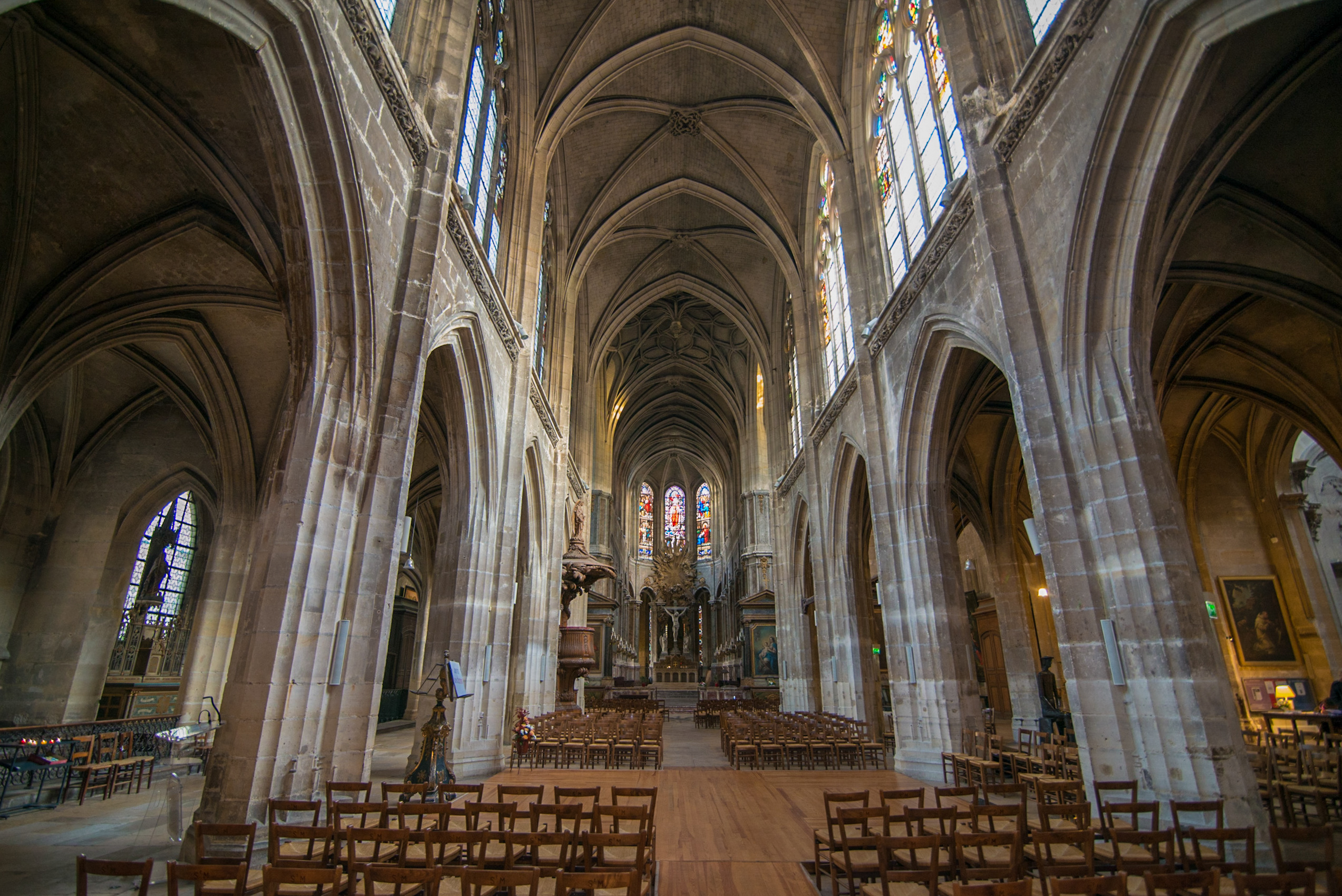
Interno

#### Piedicroce
L'interno della chiesa è a croce latina, con quattro navate, di cinque campate ciascuna, divise da archi a tutto sesto poggianti su pilastri polistili e coperte con volta a crociera. Questa divisione continua anche oltre il transetto nell'area absidale, con un deambulatorio che gira intorno al presbiterio corrispondente alle navate laterali sinistra e interna destra.
La navata centrale è priva di triforio o matroneo e il cleristorio, posto direttamente sopra le arcate di comunicazione con le navate laterali, dà sull'esterno tramite grandi quadrifora. Alle finestre, vi sono le vetrate policrome, le più antiche delle quali risalgono agli inizi del XVI secolo; i soggetti sono scene dalle vite di Sant'Agnese, San Francesco d'Assisi, Santa Maria Maddalena e San Nicola di Myra. Nell'ultima campata, sotto l'arcata di sinistra, si trova il pulpito ligneo barocco.
Sulla navata esterna di destra, in corrispondenza della seconda, terza e quarta campata, si apre la barocca cappella del Santissimo Sacramento, attualmente (2012) adibita a spazio espositivo. Essa è stata costruita nel 1734 su progetto di Pierre-Louis Richard e Germain Boffrand ed è costituita da tre campate, coperte con volta a cupola in vetro. Nell'ultima campata della stessa navata si trova un'acquasantiera ricavata nell'antico fonte battesimale del XV-XVI secolo, ornata con gli stemmi di Luigi XII di Francia e Anna di Bretagna.
Lungo la navata esterna di sinistra, vi sono una serie di cappelle laterali decorate, alle pareti, con dipinti. Nella terza cappella, si trova la statua in marmo bianco Pietà, attribuita a Nicolas Legendre (XVII secolo); mentre nella quarta cappella vi è il dipinto Leggenda di Santa Filomena, di Amaury-Duval (XIX secolo).

#### Capocroce

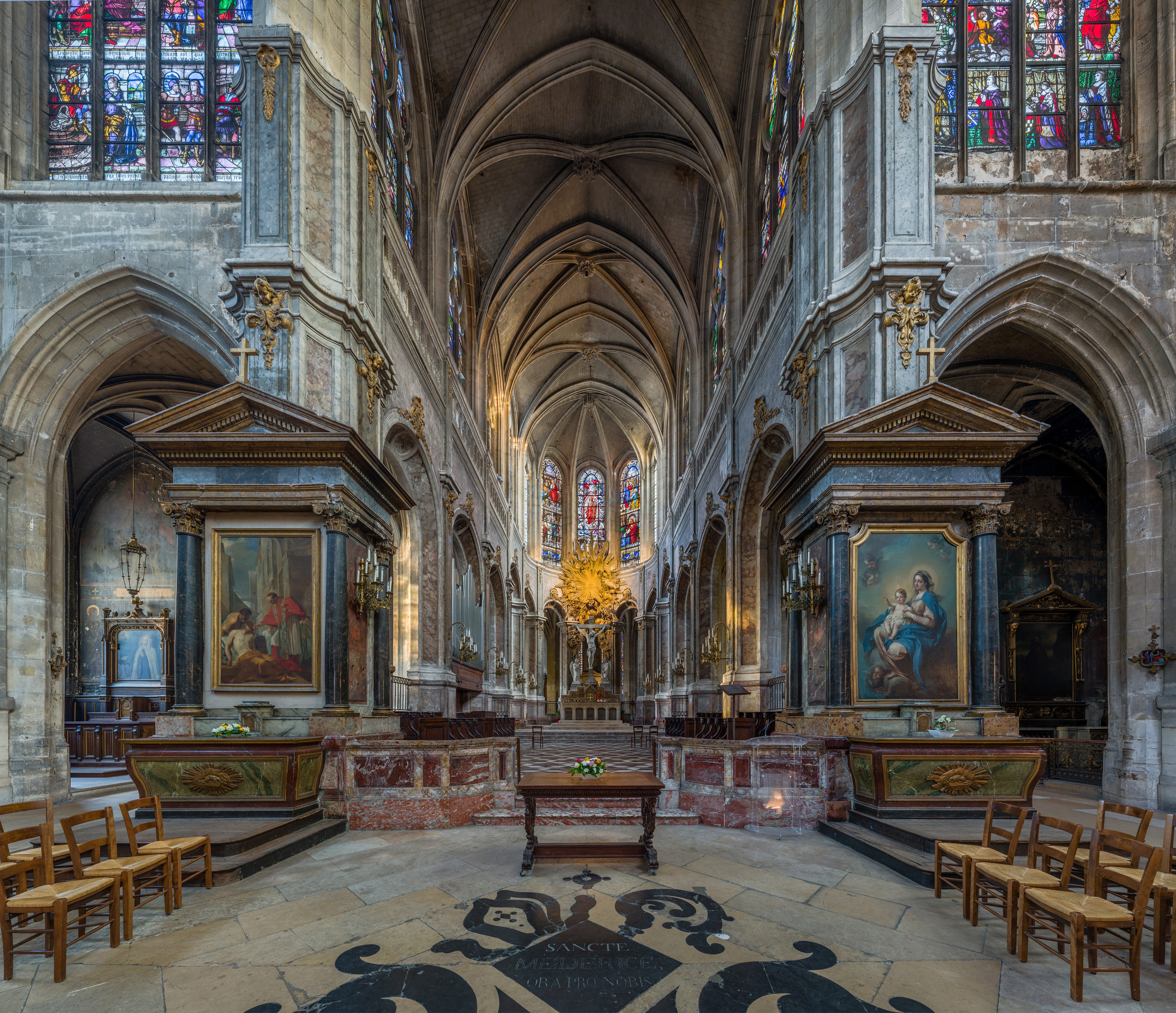
Transetto e abside

Il transetto è costituito da due campate gemelle poste una alla destra e una alla sinistra della crociera ed entrambe coperte con volta a crociera. Ognuno dei due bracci ospita due altari laterali gemelli, uno a ridosso della parte est, uno a ridosso del pilastro di divisione tra il coro e il deambulatorio. I quattro altari furono costruiti in stil barocco nel XVIII secolo e sono caratterizzati da un'ancona formata da un timpano triangolare poggiante su due colonne corinzie; il primo altare di sinistra ospita il dipinto San Mederico libera i prigionieri di Simon Vouet (1640).
L'abside, cinta da deambulatorio, ha la stessa lunghezza della navata centrale, ed è costituita da tre campate gemelle, una più stretta e dalla conca. La fascia bassa, in corrispondenza degli archi che la mettono in comunicazione con il deambulatorio, è stata oggetto del restauro del 1759 da opera dei fratelli Slodtz, che sovrapposero alla struttura originaria gotica un apparato decorativo barocco in stucco dipinto a finto marmo e celando le originarie arcate a sesto acuto sotto archi a tutto sesto. In fondo all'abside, oltre gli stalli lignei del coro, rialzato di alcuni gradini, vi è l'altare maggiore ottocentesco; esso è costituito dalla mensa, poggiante su cinque archetti a sesto ribassato sostenuti da colonnine, dall'alzata, con il tabernacolo e le immagini dei dodici apostoli e dal gruppo scultoreo in marmo bianco del Cristo crocefisso tra due angeli; sulla parete fondale, dietro la scultura, vi è una fastosa decorazione in stucco dorato con angeli e nuvole. Le vetrate dell'abside sono del XVI secolo, ad eccezione della vetrata centrale, con la Risurrezione di Gesù, realizzata nell'Ottocento su disegno di Claudius Lavergne.
Lungo il deambulatorio si apre una serie di cappelle radiali; quella situata, alle spalle dell'altare maggiore, in stile barocco, è dedicata alla Madonna. Sull'altare, affiancato da due monofore con vetrate policrome, la pala di Hyacinthe Collin de Vermont Annunciazione (1740).

### Organi a canne

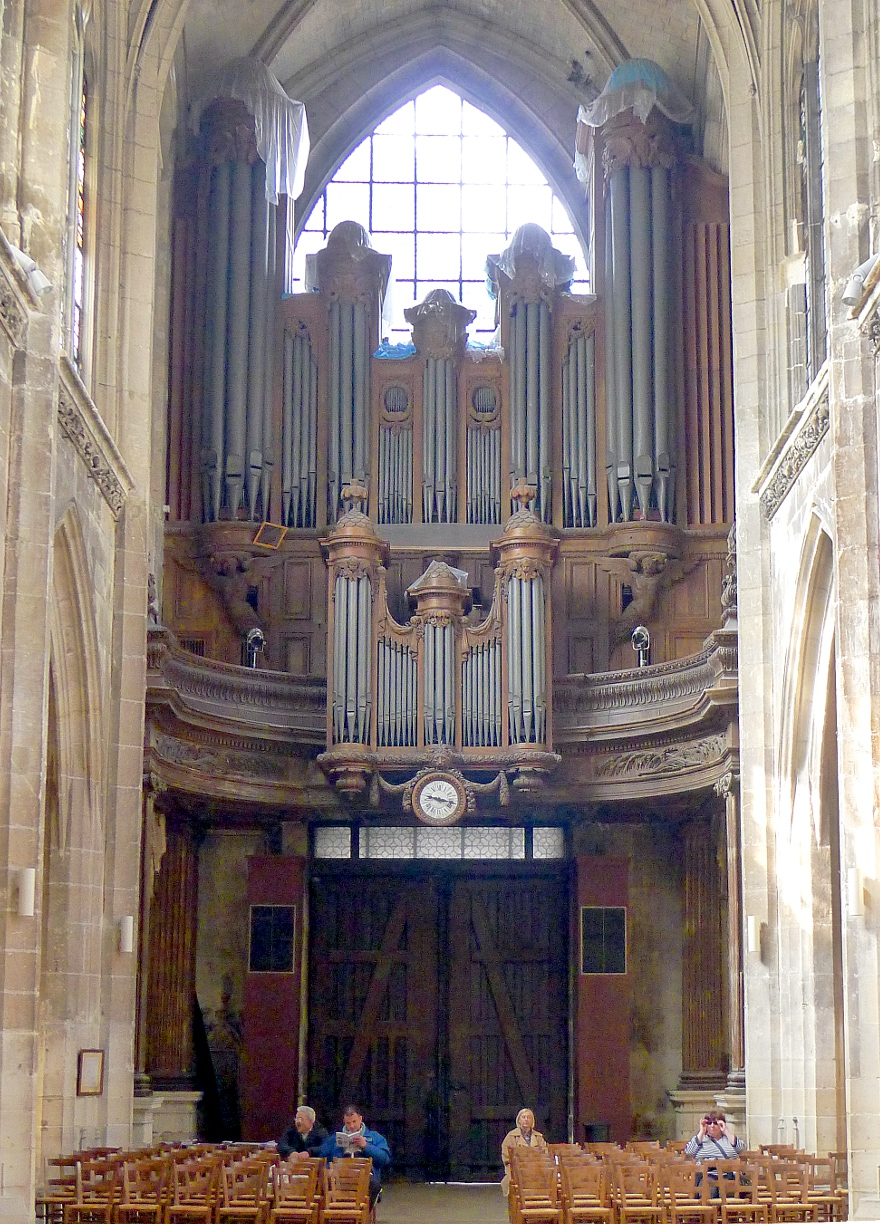
Organo maggiore

#### Organo maggiore
Sulla cantoria in controfacciata, si trova l'organo a canne principale della chiesa. Esso venne costruito tra il 1647 e il 1650 dagli organari francesi Jean François de Heman; la realizzazione della cassa lignea, invece, venne affidata a Germain Pillon. In seguito, lo strumento, pur mantenendo la cassa originaria, è stato più volte modificato: da François-Henri Clicquot nel 1779, da Aristide Cavaillé-Coll nel 1855-1857 e da Victor Gonzales nel 1947. È classificato come monumento storico sia per la cassa (dal 1905), sia per la parte strumentale (1938). Sono stati organisti titolari in San Mederico Camille Saint-Saëns, Nicolas Lebègue, Jean-François Dandrieu e Norbert Dufourcq.
L'organo è a trasmissione mista, meccanica per i manuali e il pedale e pneumatica per i registri e le combinazioni, ed ha quattro tastiere di 56 note ciascuna ed una pedaliera di 30.

#### Organo del coro
Nella seconda campata dell'abside, sotto l'arcata di sinistra, si trova un secondo organo a canne, costruito nel 1880 da Joseph Merklin e restaurato nel 1986 dalla ditta organaria Danion-Gonzales; nell'ambito di quest'ultimo restauro è stata eliminata la cassa originaria ed è stata creata la nuova mostra, composta da canne di principale disposte a palizzata in più cuspidi.
Lo strumento, a trasmissione integralmente meccanica, ha due tastiere di 56 note ciascuna ed una pedaliera di 30.

## Galleria d'immagini

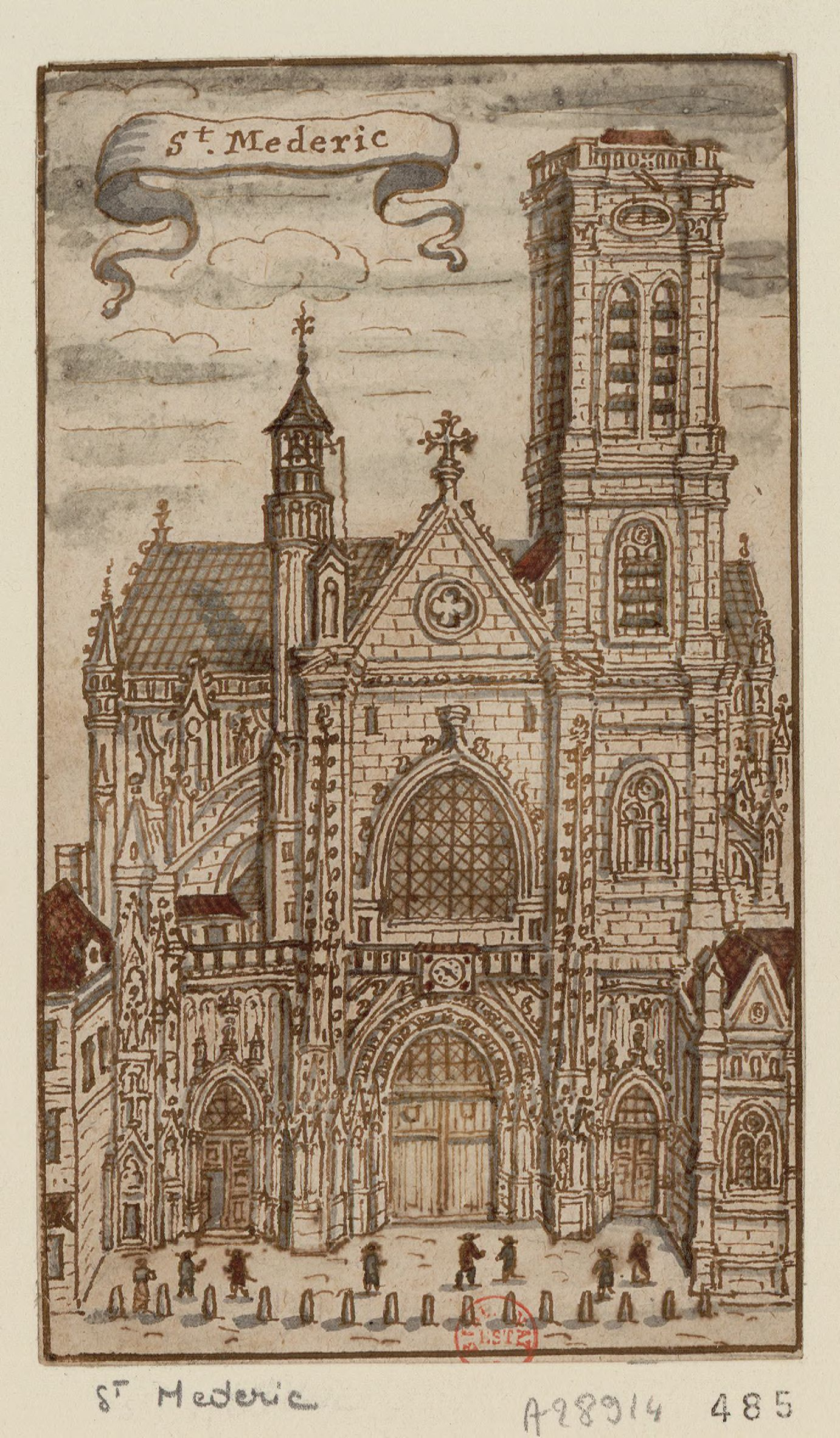
La facciata nel XVII secolo
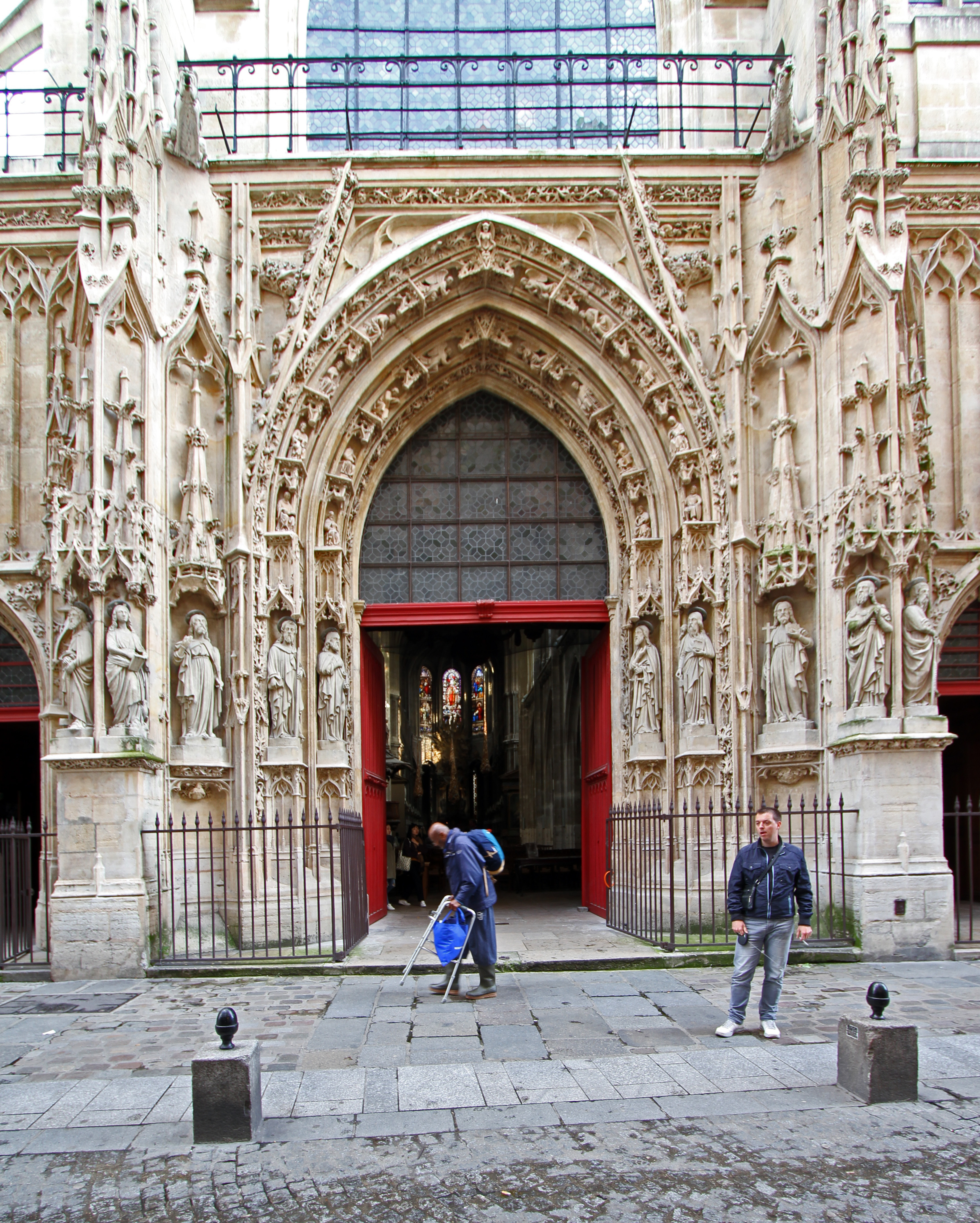
Il portale
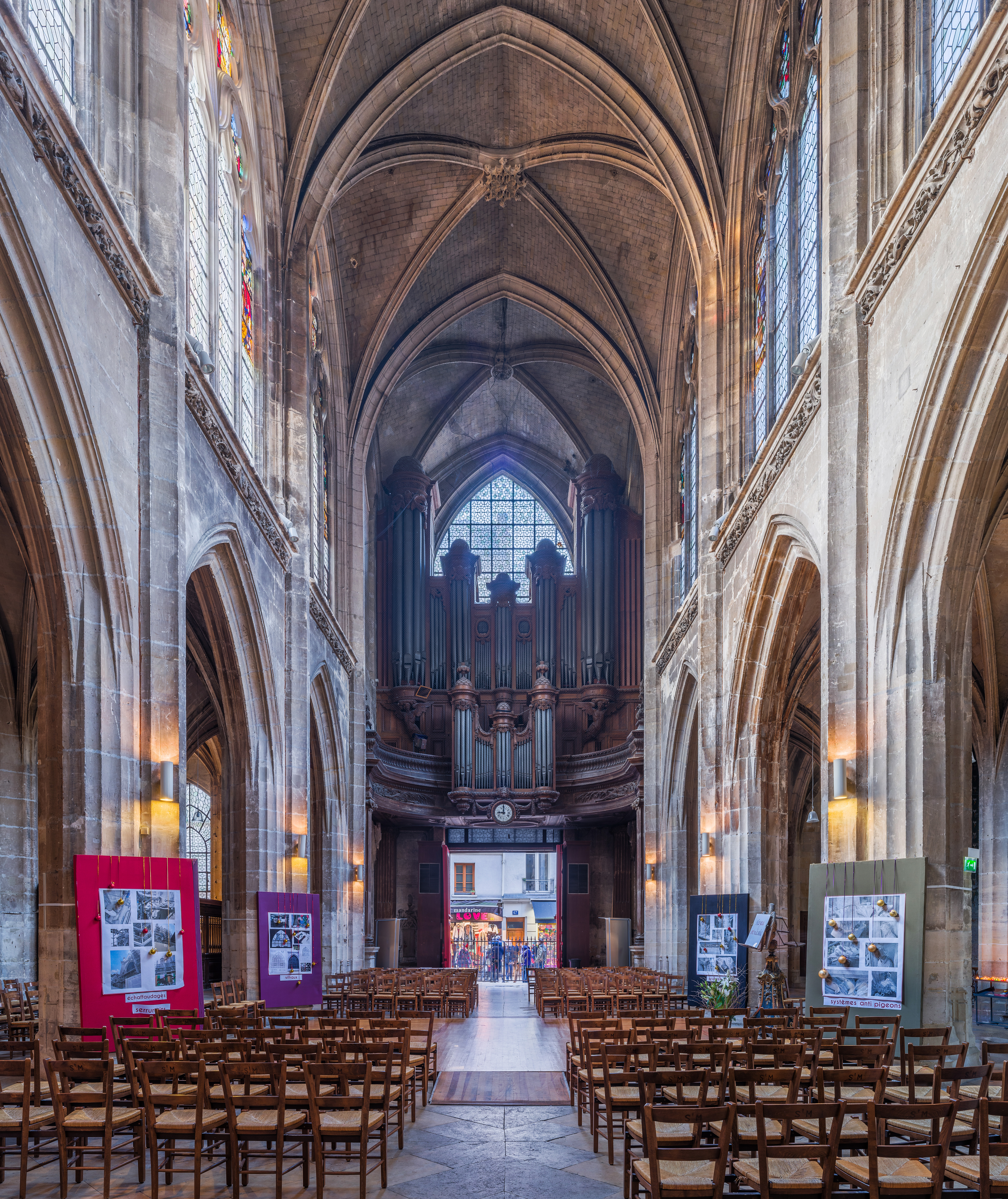
Interno verso la controfacciata
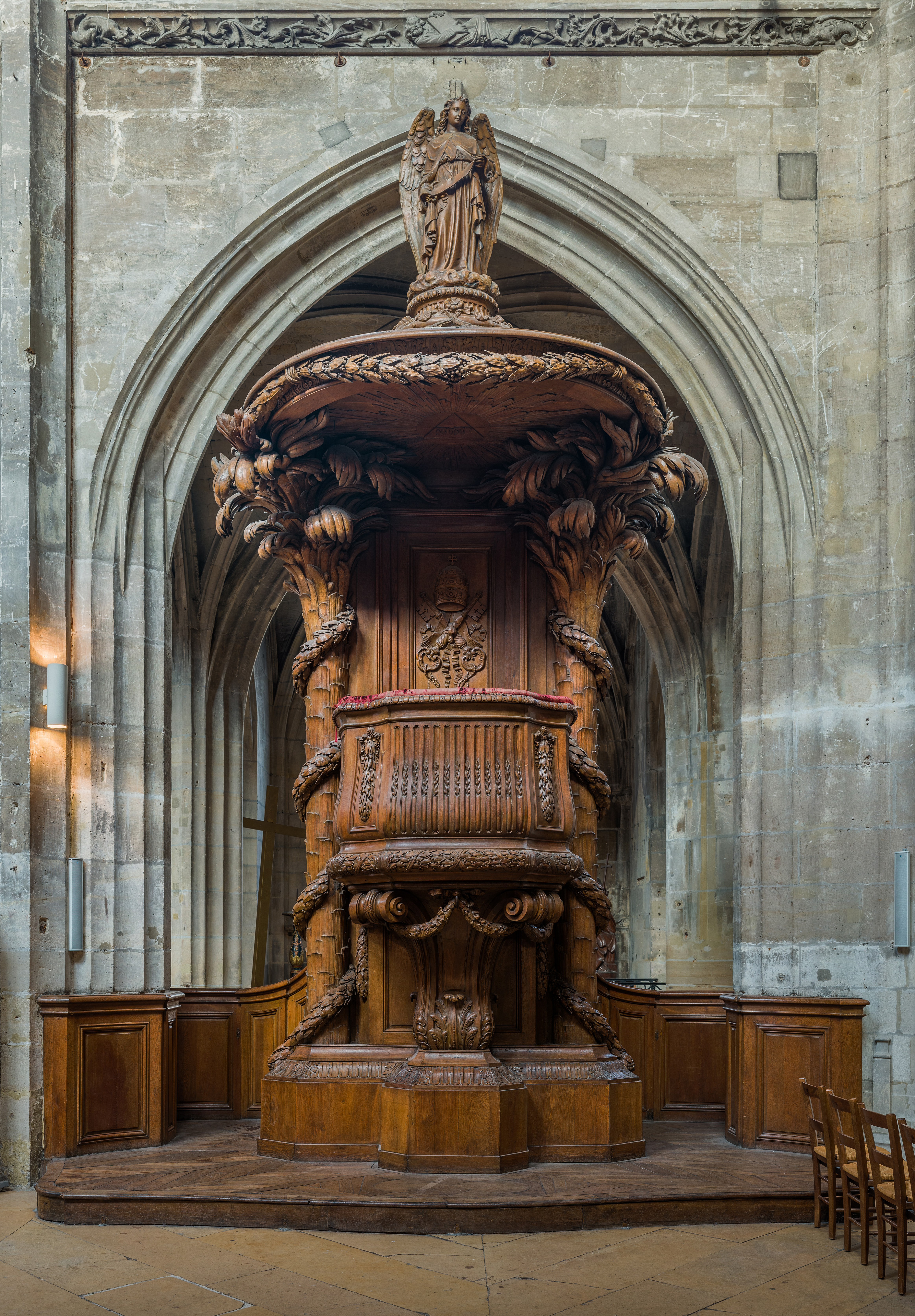
Il pulpito
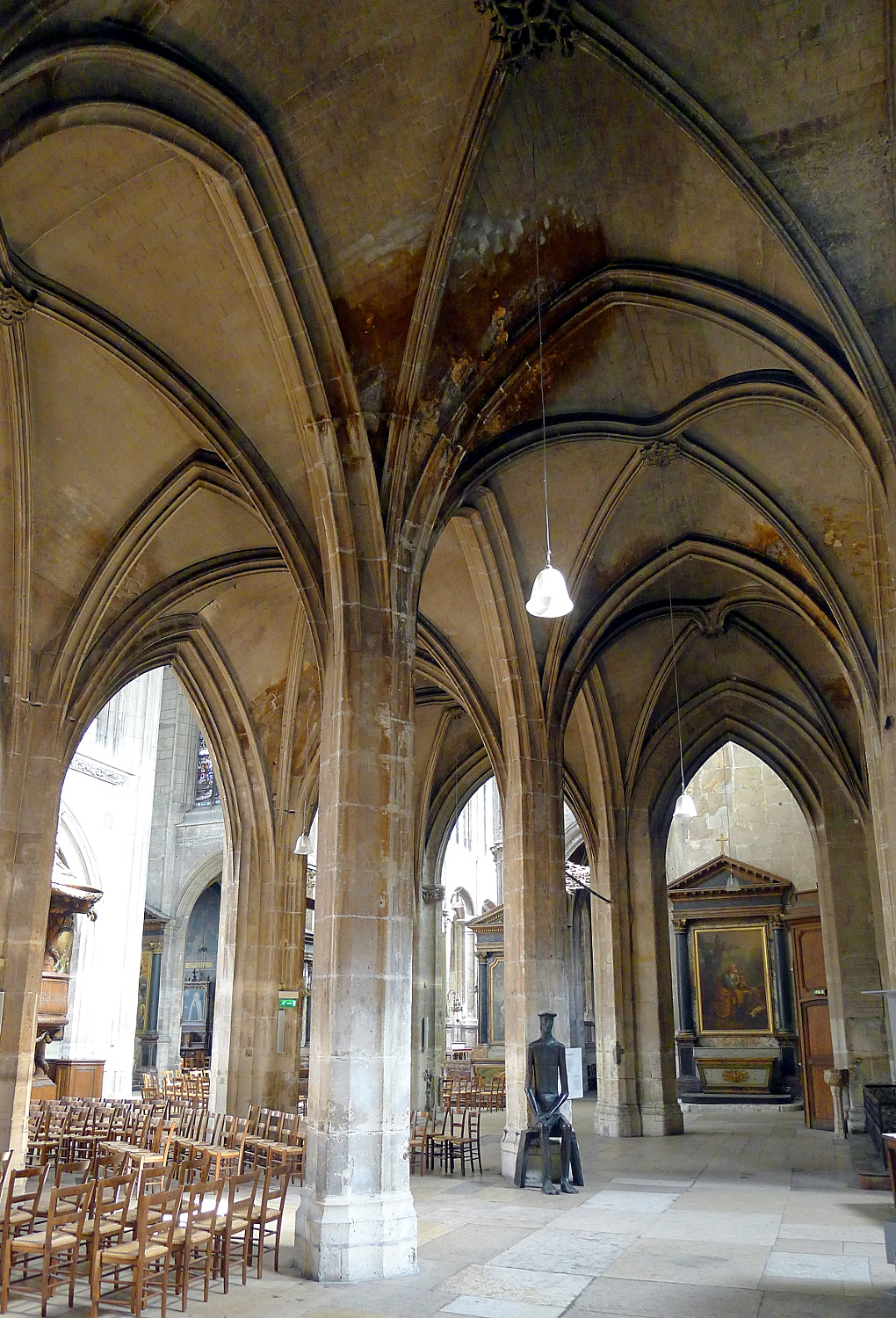
Navate laterali di destra
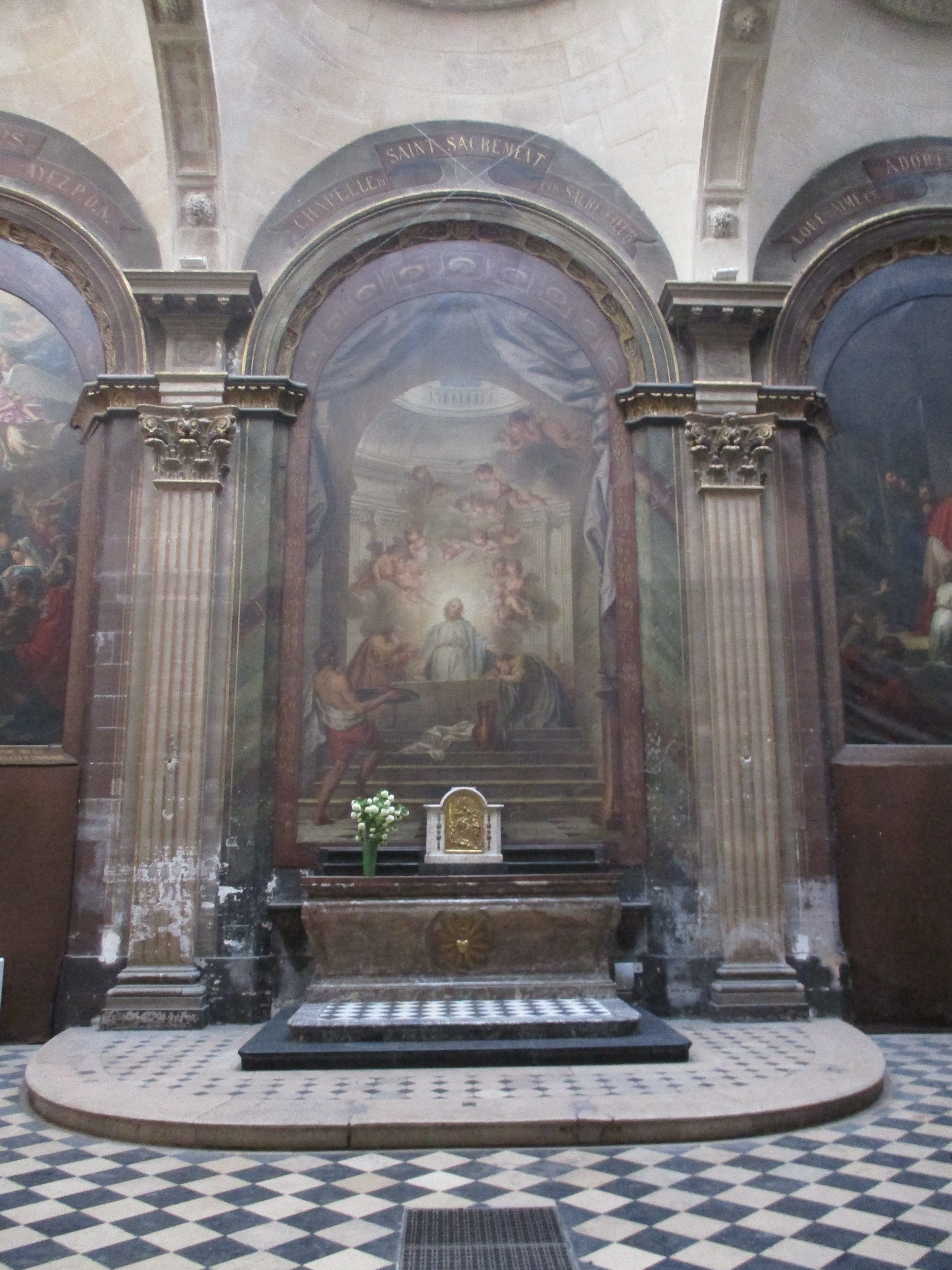
Cappella del Santissimo Sacramento
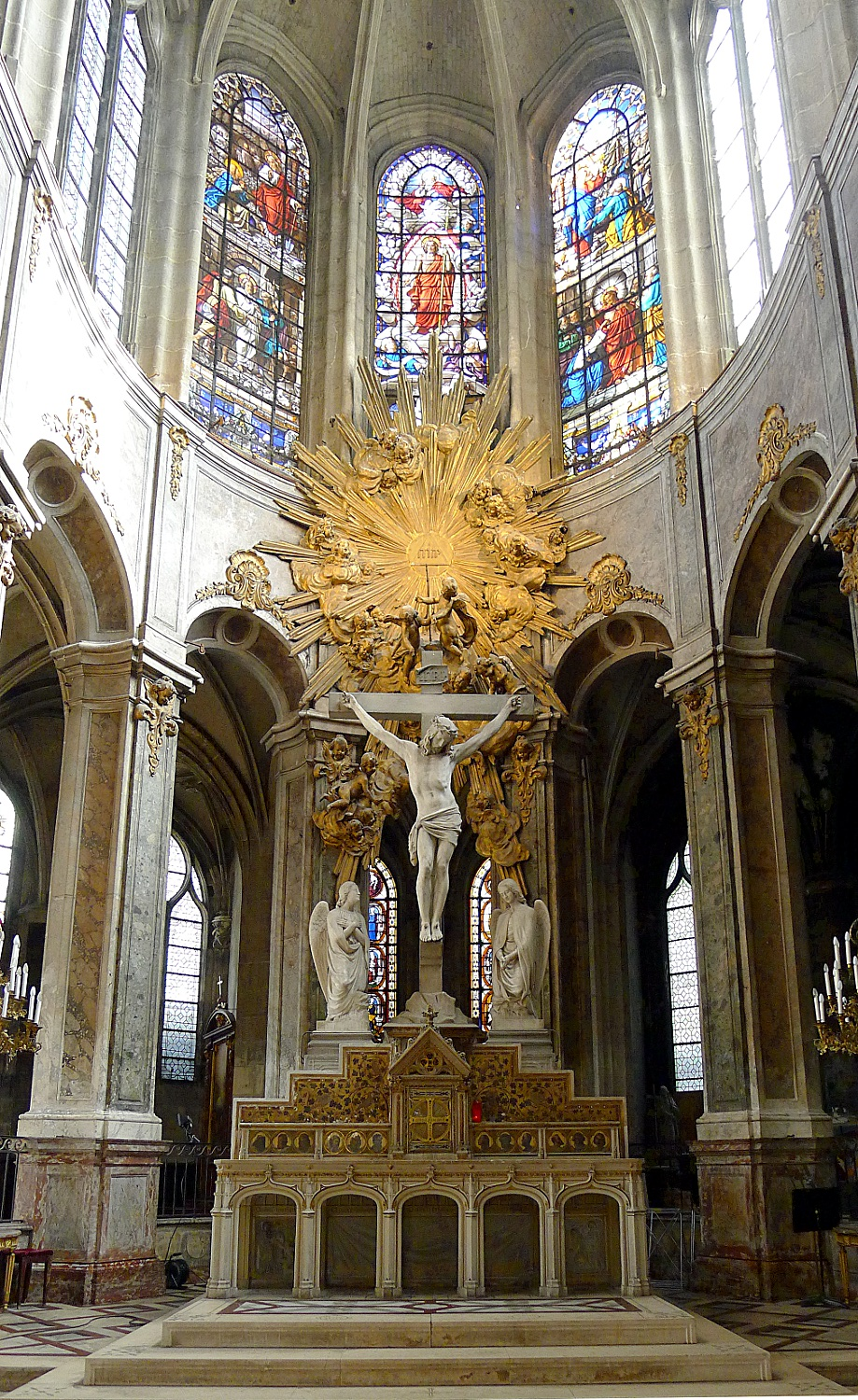
Altare maggiore
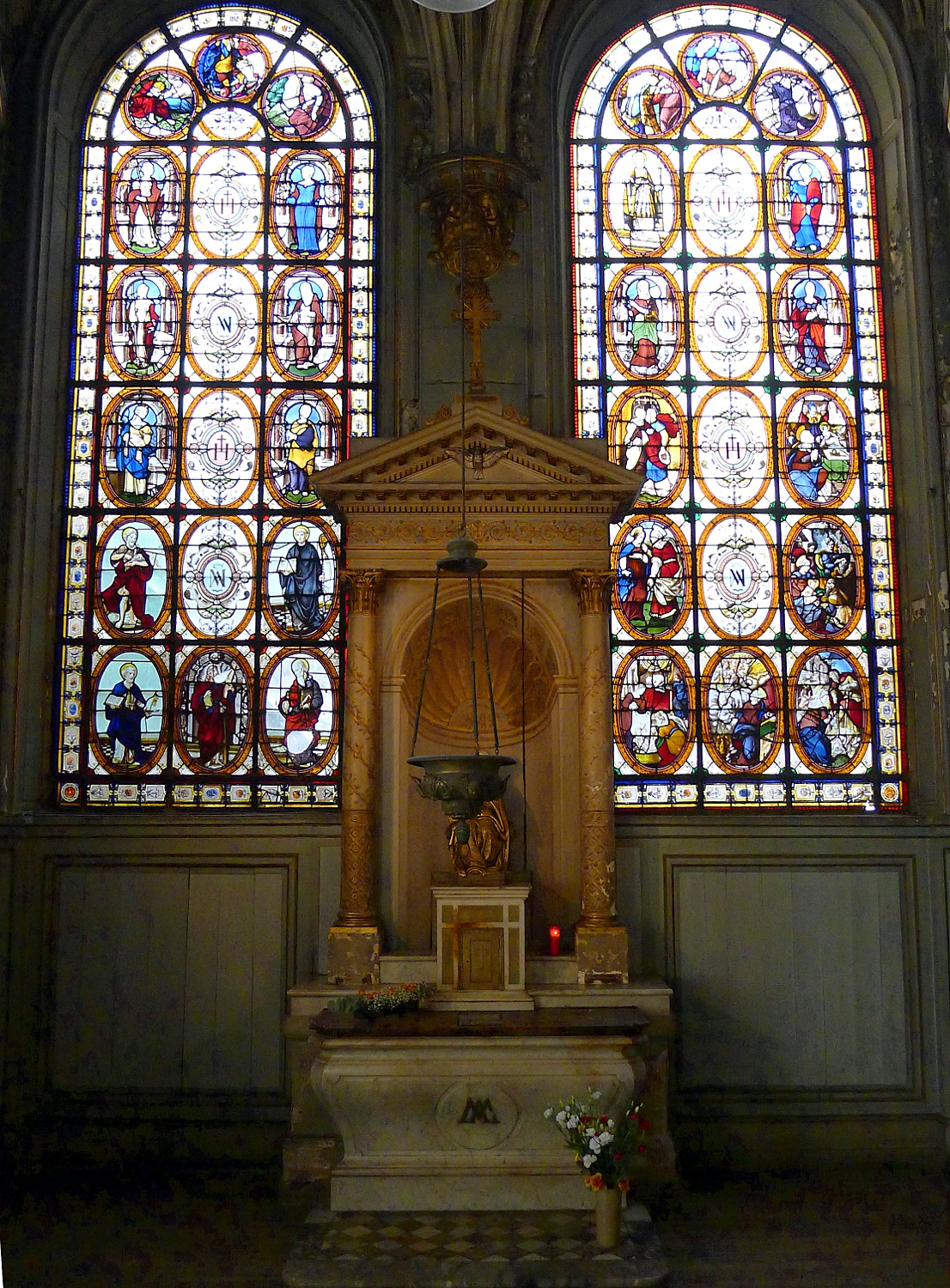
Cappella della Madonna
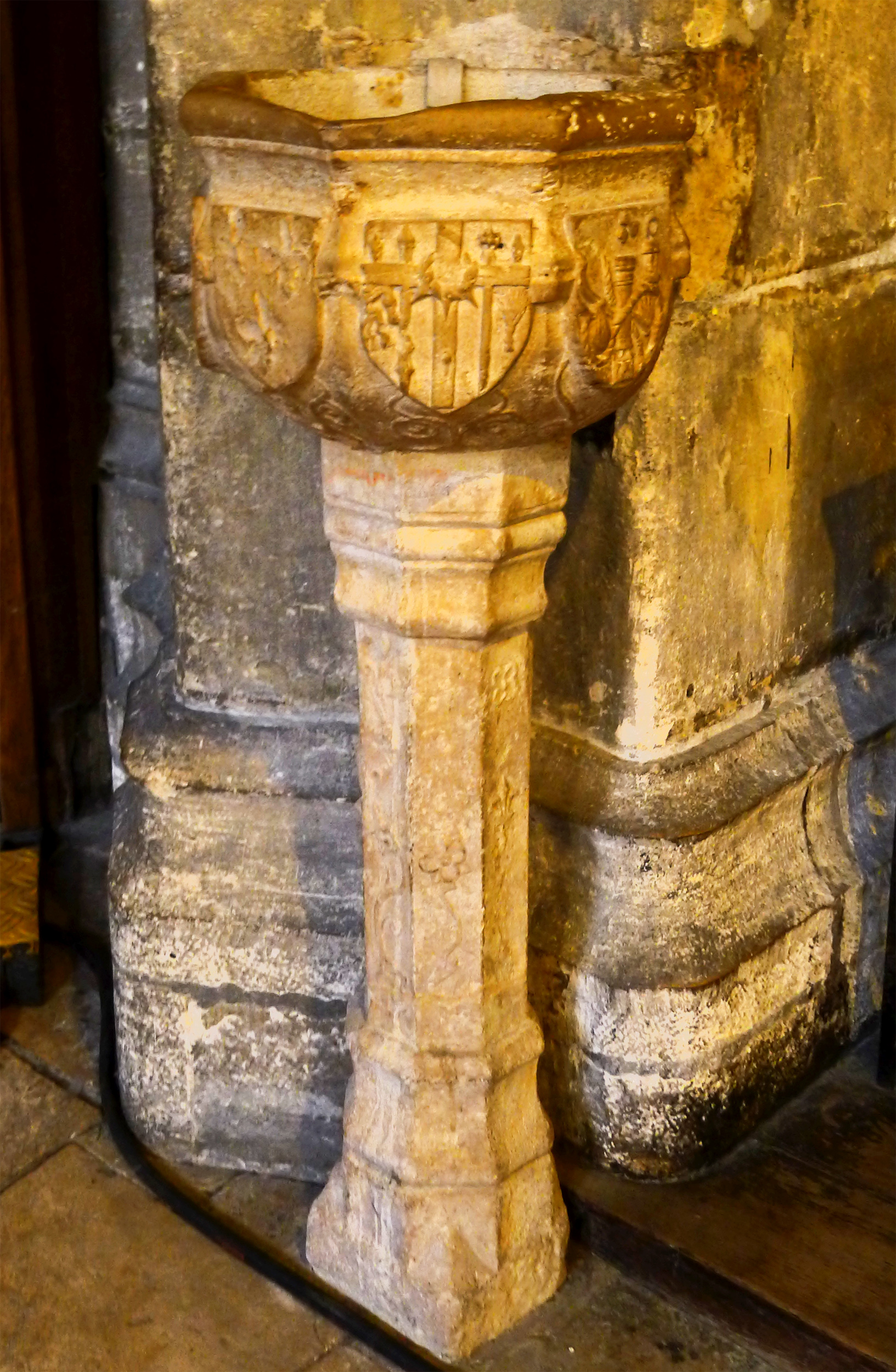
Acquasantiera
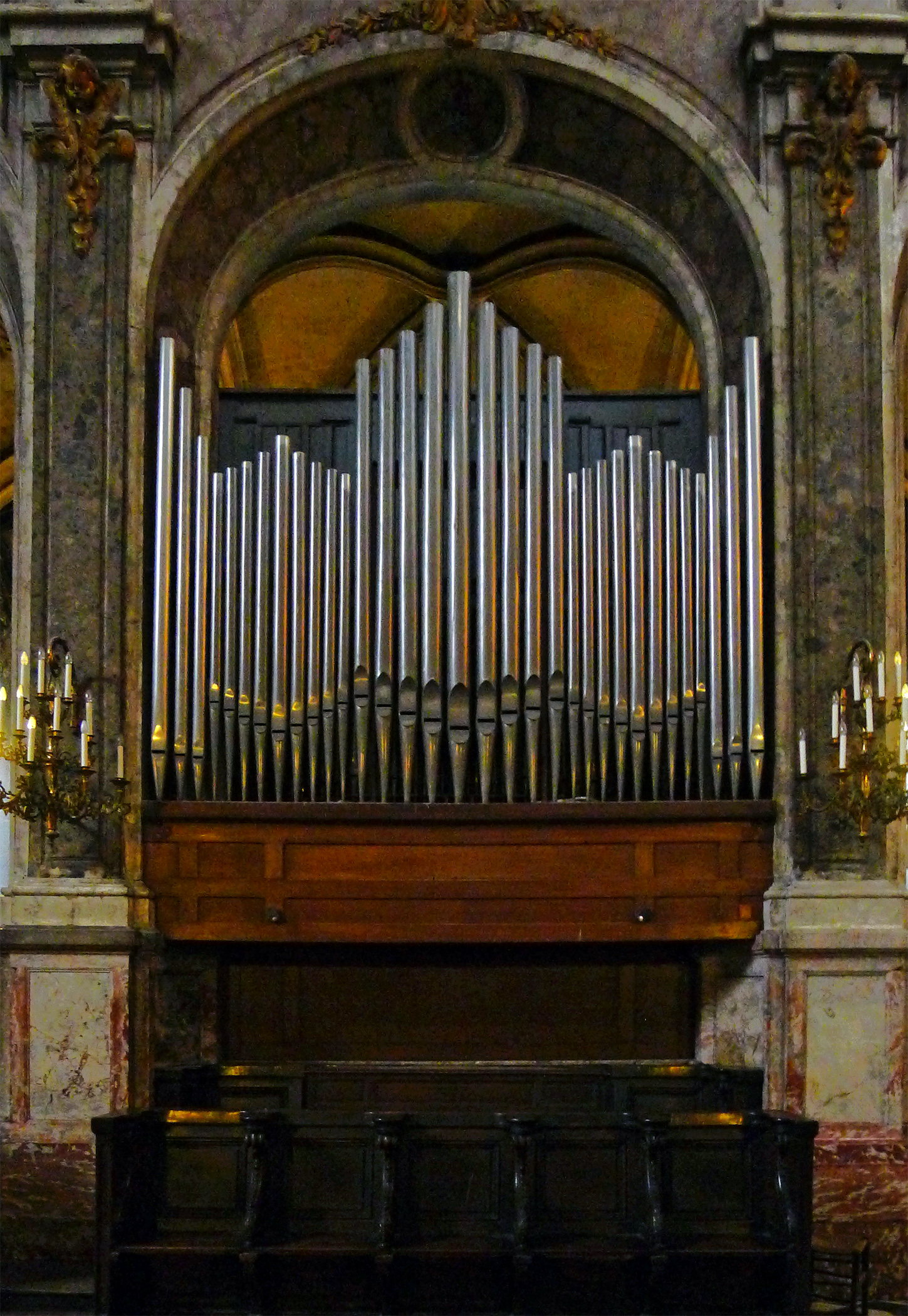
Organo del coro